# 피노키오 (2019년 영화)
피노키오(Pinocchio)는 이탈리아, 프랑스, 영국에서 제작된 마테오 가로네 감독의 2019년 드라마, 판타지 영화이다. 페데리코 예라피 등이 주연으로 출연하였다.

## 출연

### 주연
- 페데리코 예라피
- 로베르토 베니니
- 마린 백트
- 로코 파팔레오
- 마시모 세체리니
- 지지 프로이에티

## 제작진
- 원작자: 카를로 콜로디
- 분장: 마크 콜리어
- 분장: 달리아 콜리
- 헤어: 프란체스코 페고레티
- 의상: 마시모 칸띠니 빠르리니